# Bill Herman
William Robert "Bill" Herman (nacido el 17 de mayo de 1924 y fallecido el 13 de junio de 2010 en Hudson, Ohio) fue un jugador de baloncesto estadounidense que disputó una temporada en la NBA, además de jugar en la NPBL. Con 1,91 metros de estatura, jugaba en la posición de base.

## Trayectoria deportiva

### Universidad
Jugó entre 1946 y 1949 al baloncesto y al golf con los Purple Riders del Mount Union College, siendo incluido en 1947 en el mejor quinteto de la Ohio Athletic Conference. Es el único jugador de dicha institución en llegar a jugar en la NBA.

### Profesional
En 1949 fichó por los Denver Nuggets de la NBA, con los que jugó trece partidos, en los que promedió 4,3 puntos y 1,2 asistencias.
Al año siguiente el equipo se convirtió en los Denver Refiners, pasando a jugar en la NPBL. Tras cuatro partidos, fue traspasado a los Kansas City Hi-Spots, con los que jugó los dos últimos partidos de la competición, promediando 4,0 puntos.

## Estadísticas de su carrera en la NBA

### Temporada regular
| Temporada | Edad | Equipo         | Liga | Pos. | P  | TIT | MIN | TC  | TCA | %TC  | 3P | 3PA | %3P | TL  | TLA | %TL  | R.OF. | R.DEF. | REB | ASIS | ROB | TAP | PER | FP  | PTS |
| 1949-50   | 25   | Denver Nuggets | NBA  |      | 13 |     |     | 1.9 | 5.0 | .385 |    |     |     | 0.5 | 0.8 | .545 |       |        |     | 1.2  |     |     |     | 1.0 | 4.3 |
| Total     |      |                | NBA  |      | 13 |     |     | 1.9 | 5.0 | .385 |    |     |     | 0.5 | 0.8 | .545 |       |        |     | 1.2  |     |     |     | 1.0 | 4.3 |